# Pontiac Chieftain
Der Pontiac Chieftain war ein von dem US-amerikanischen Automobilhersteller General Motors (GM) unter der Automobilmarke Pontiac gebautes Modell der oberen Mittelklasse, das von 1949 bis 1958 angeboten wurde. Auf dem amerikanischen Markt wird das Fahrzeug der Full-Size-Klasse zugeordnet. Der Chieftain war ein erstes völlig neues Karosseriedesign von Pontiac nach dem Zweiten Weltkrieg.

## Von Jahr zu Jahr

### 1949–1954

#### 1949
Ab dem komplett neuen Modelljahrgang 1949 ersetzte der Chieftain den vormaligen Pontiac Streamliner, welcher wiederum als Einstieg den Pontiac Torpedo ersetzte und war bis zur Einführung des Pontiac Star Chief im Herbst 1953 das Spitzenmodell der Marke. 1949 gab es Limousinen mit zwei oder vier Türen, ein zweitüriges Coupé und ein zweitüriges Cabriolet. Die Pontonkarosserien basieren auf der GM A-Plattform und zeigten einen Kühlergrill im Stil eines Haifischmaules sowie ausgeformte hintere Kotflügel. Zu den interessanteren Sonderausstattungen für die erste Generation des Chieftain gehörten ein Radio mit sieben Vakuumröhren, ein Taschentuchspender, Sitzheizung und ein Remington Auto-Home-Rasierer. Selbst ein Heckscheibenwischer war als Extra verfügbar.
Die Preise begannen bei 1587 USD für das Business Coupé, bei dem in der Regel die hintere Sitzbank fehlt und der Wagen somit nur drei Sitzplätze zu bieten hatte. Darüber hinaus waren eine Standardausstattung verfügbar und die Deluxe-Ausstattung die bei allen Modellen 95 USD mehr kostete. Die Frontpartie zierte eine aufleuchtende „Chief Pontiac“-Motorhaubenverzierung aus Kunststoff, die bei eingeschalteten Scheinwerfern leuchtete.
Neben einem Sechszylinder-Reihenmotor mit 3920 cm3 Hubraum, der bei 3400 min−1 90–93 bhp (66–68 kW) leistete, gab es einen Achtzylinder-Reihenmotor mit 4079 cm³, der eine Leistung von 103–106 bhp (76–78 kW) bei 3800 min−1 abgab. Alle Motoren hatten seitlich stehende Ventile und arbeiteten als Viertaktmotoren nach dem Ottoprinzip. Es stand für alle Modelle ein manuelles Dreigang-Getriebe zur Verfügung oder gegen Aufpreis eine GM Viergang-Hydra-Matic-Automatikgetriebe für 159 USD. Pontiac verkaufte im Modelljahr rund 240.000 Chieftain.

#### 1950
Es gab wenig stilistische Änderungen, nur die Zähne im Haifischmaul waren etwas größer geworden und kreuzten die mittig verlaufende Chromstrebe, welche nun auch die Kotflügel umspannte. Zusätzlich zu den vorgenannten Karosserieformen gab es nun ein 2-türiges Hardtop-Coupé namens Catalina. Die Achtzylindermodelle erhielten einen neuen Motor mit 4395 cm3 Hubraum, der bei 3600 min−1 108–113 bhp (79,5–83 kW) abgab. Der Chieftain wurde mit einer Benzinuhr, einem Amperemeter, einer Öldruckanzeige und einer Temperaturanzeige mit Markierungen für 160, 180 und 220 Grad Fahrenheit geliefert. Insgesamt konnte Pontiac im Jahr rund 446.000 Streamliner und Chieftain verkaufen.

#### 1951
Die Motorleistungen stiegen nochmals an: Der Sechszylinder brachte es auf 96–100 bhp (70,5–74 kW), der Achtzylinder auf 116–120 bhp (85–88 kW). Zusätzlich zu den Standard-Modellen gab es die Deluxe-Ausführungen (nur Hardtop-Coupé und Cabriolet) und Super-Deluxe-Ausführungen (nur Hardtop-Coupé). Auch in diesem Jahr änderte man den Grill. Die Haifischzähne wurden wieder kleiner und die horizontale Chromstrebe bildete mittig eine V-Form.

#### 1952
Nach dem Wegfall des Streamliner hießen alle Pontiac-Modelle Chieftain. Das Limousinen-Coupé fiel weg, dafür gab es nun einen 5-türigen Kombi mit 6 oder 8 Sitzplätzen. Wiederum nahmen die Motorleistungen zu; der Sechszylinder lieferte 100–102 bhp (74–75 kW), der Achtzylinder 118–122 bhp (87–90 kW). Neu war eine rote Warnlampe, die den Fahrer daran erinnerte, dass die Feststellbremse angezogen war. 1952 wurden mit gut 250.000 Fahrzeugen deutlich weniger als in den vorangegangenen Modelljahren produziert. Geschuldet war dies der Stahlverknappung und Beschränkungen durch die US-Regierung auf Grund des Koreakrieges.

#### 1953
Im Jahr 1953 kam Pontiac mit einem neuen Karosseriestil. Er bot einen 3100 mm Radstand (122 Zoll) und schlankere Linien. Es gab einen weniger ausgestatteten Chieftain Special und die besser ausgestattete Chieftain Deluxe Linie sowie das zweitürige Hardtop-Coupé Custom Catalina. Die Windschutzscheibe war nun einteilig, und eine serienmäßige „Panorama“-Scheibe zierte bei allen Modellen das Heck. Die Pontiacs trugen 1953 zum ersten Mal akzentuierte, größere Finnen am Heck – denen von Cadillac nicht unähnlich – und verloren die Haifischzähne im Frontgrill endgültig. Die Motorhauben wurden ebenfalls flacher. Neu war auch der Motorstart mittels eines Zündschlüssels.
Der Sechszylinder-Motor war Standard. Die Motorleistung des Sechszylinders wurde auf 115–118 bhp (84,5–87 kW) erhöht, die des Achtzylinders blieb gleich. Der Radstand der Wagen wuchs um zwei Zoll (ca. 50 mm) und die Standardmodelle hießen nun Special. Deluxe-Ausführungen gab es von allen Karosserieformen; das Hardtop-Coupé gab es zusätzlich als besonders luxuriös ausgestattete Custom-Version. Zu den möglichen Extras zählten u. a. eine Servolenkung, Scheibenwaschanlage, Außenspiegel und Nebelscheinwerfer. Neues Extra war die zweigängige PowerGlide-Automatik der Konzernschwester Chevrolet. Die Produktion stieg wieder auf ca. 414.000 Fahrzeuge.

#### 1954
Ab 1954 bot Pontiac Modelle auf zwei unterschiedlichen Radständen an; der Chieftain war fortan das preiswertere Pontiac-Modell auf dem kürzeren Radstand und der Pontiac Star Chief wurde als das gehobene Modell aufgenommen. Das Cabriolet war allerdings weggefallen. Neues Designmerkmal des Modelljahres waren ein über die gesamte Fahrzeuglänge gezogener Speer, der am hinteren Kotflügel nach unten lief und die Radabdeckungen bis zur hinteren Stoßstange einschloss.
Ebenfalls 1954 wurden erstmals Bremskraftverstärker, elektrische Fensterheber (nur für die Vordertüren) sowie eine Klimaanlage als aufpreispflichtige Extras angeboten. Die Pontiacs von 1954 sind die ersten Serienfahrzeuge in den USA, die über eine Klimaanlage im modernen Sinne mit integrierter Steuerung verfügen. Außerdem wurde ein weitaus besser ansprechbarer und voll verstellbarer Vordersitz hinzugefügt. Neu waren auch hintere Lautsprecher des Radios und eine elektrisch ausfahrbare Teleskopantenne.
Der Achtzylindermotor legte in der Leistung auf 122–127 bhp (90–93 kW) zu, während der in diesem Jahr letztmals angebotene Sechszylinder unverändert blieb.
Pontiac war die letzte GM-Division, die ihre Vorkriegs-Reihenachtzylindermotoren aufgab, da Oldsmobile und Cadillac bereits 1949 und Buick 1953 moderne OHV-V8-Motorn eingeführt hatten. Die Pontiacs von 1953 und 54 waren für den neuen 4,7 Liter (287 in3) V8-Motor der Division vorgesehen, aber die Manager von Buick konnten dessen Einführung bis 1955 hinauszögern, um ihren „Nailhead“-Buick-V8 nicht in den Schatten zu stellen.

Zum Teil wegen der Konkurrenz von Chevrolet, Oldsmobile und Buick, zum Teil aber auch, weil Pontiac immer noch keinen V8 hatte, sank der Gesamtabsatz 1954 um 30 %.

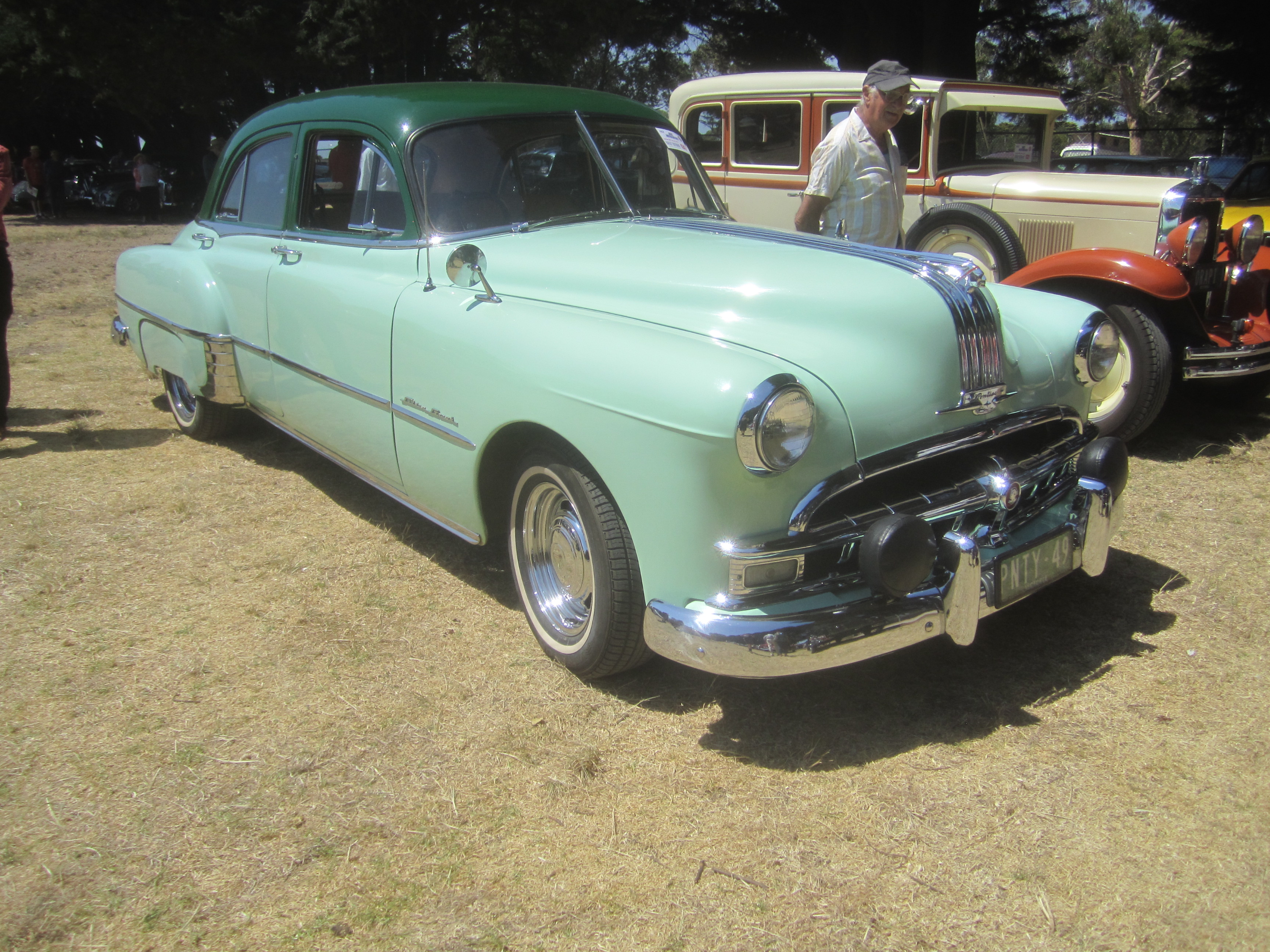
1949 Silver Streak Limousine
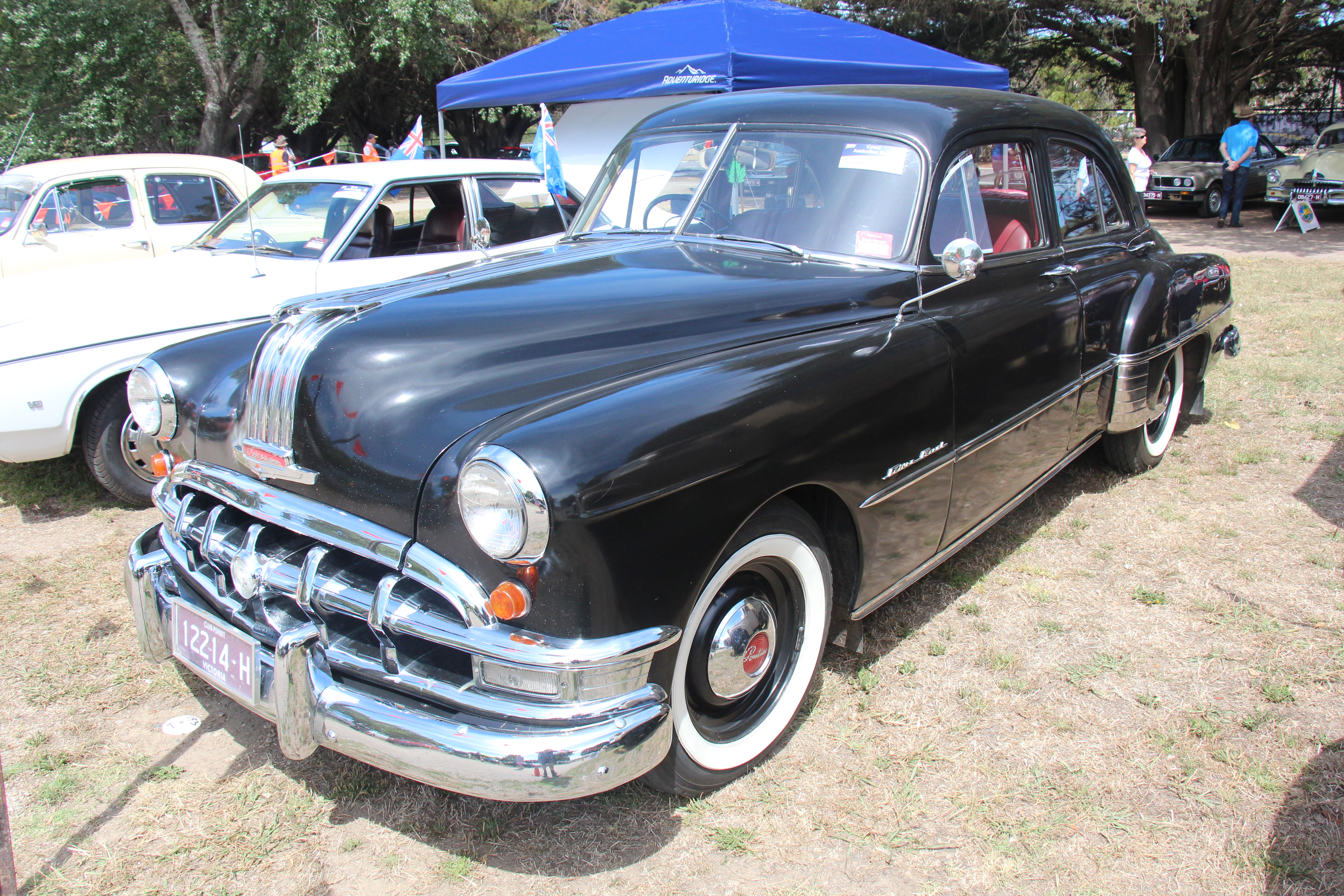
1950 Silver Streak Limousine
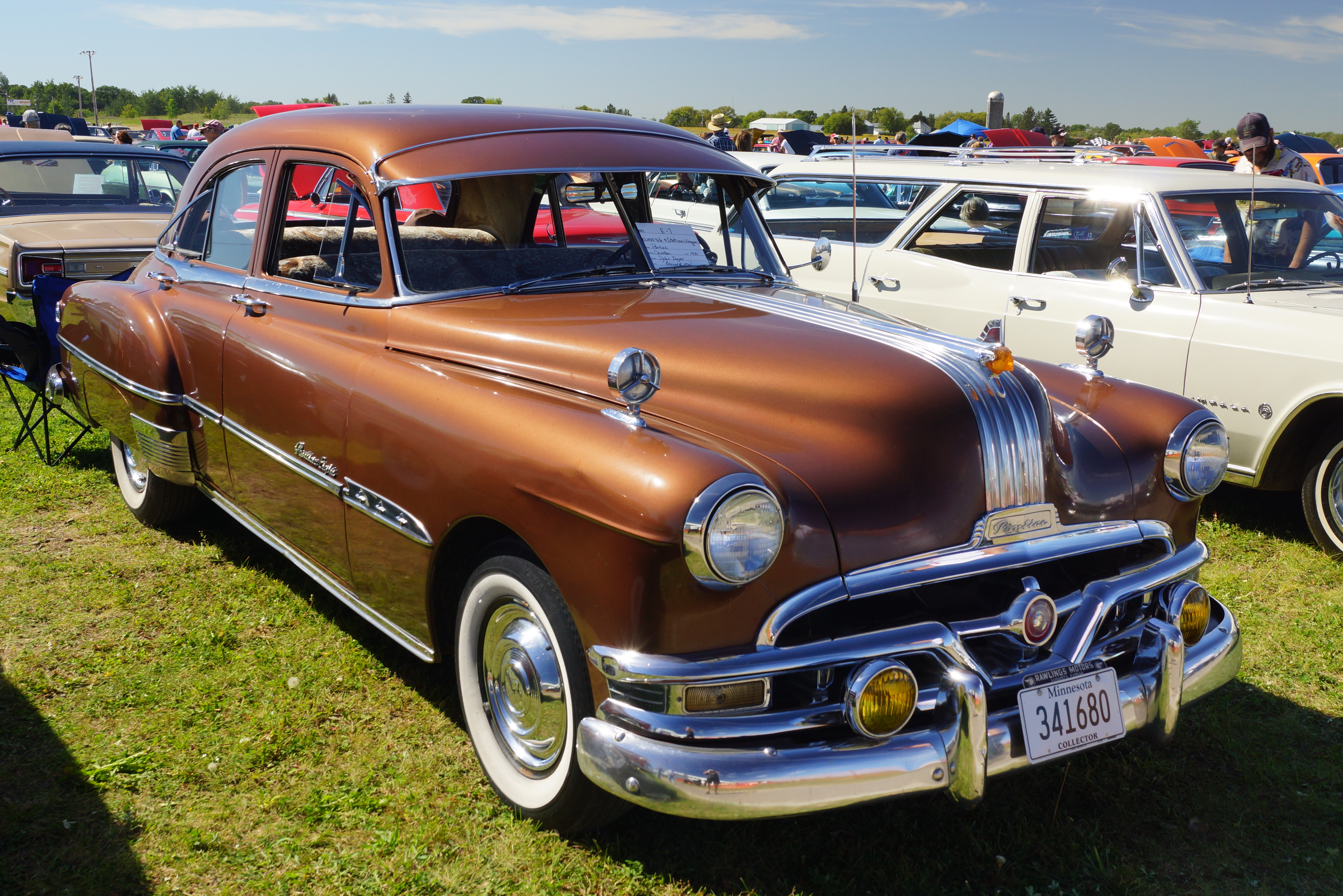
1951
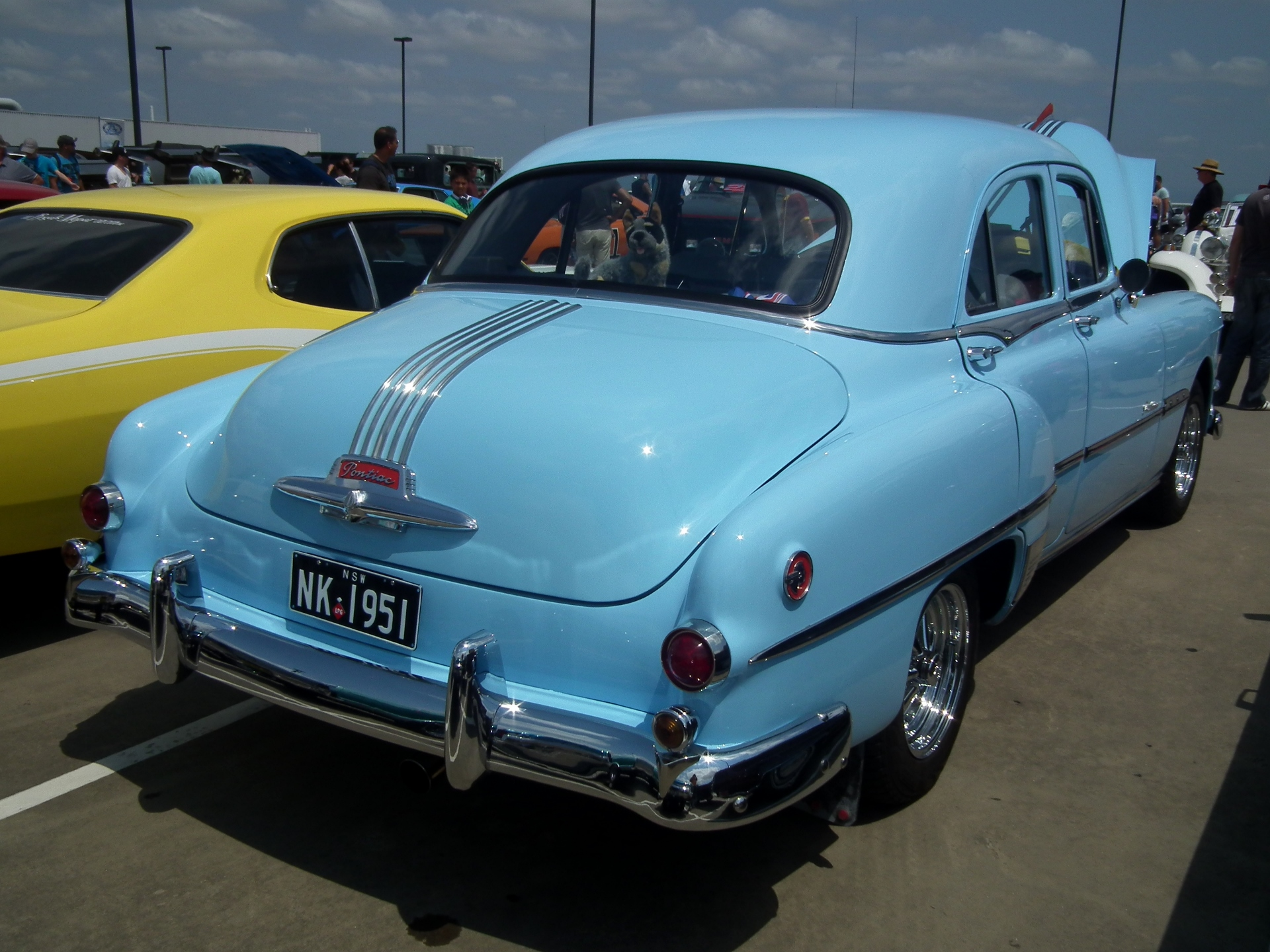
1951
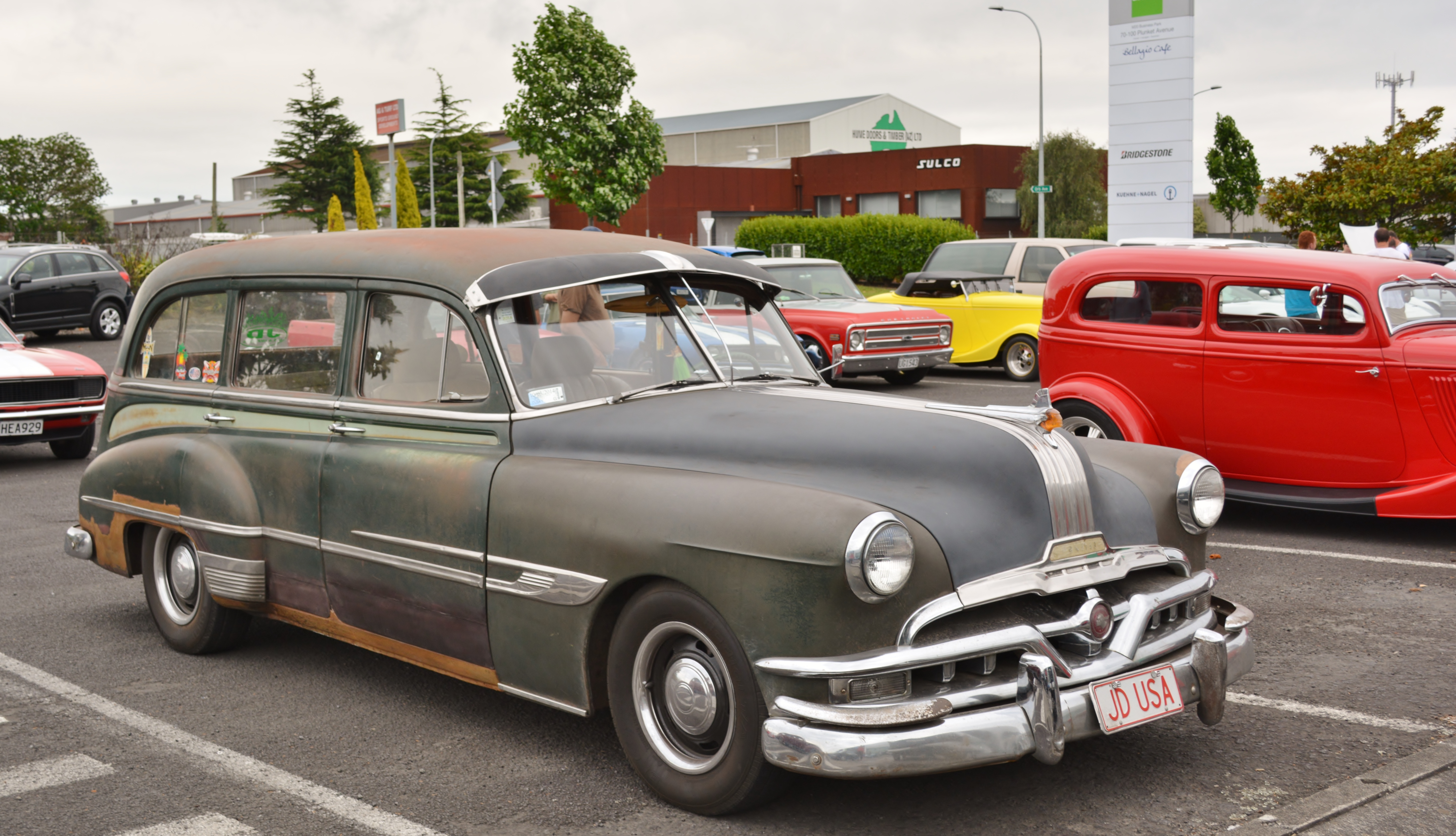
1952 Kombi
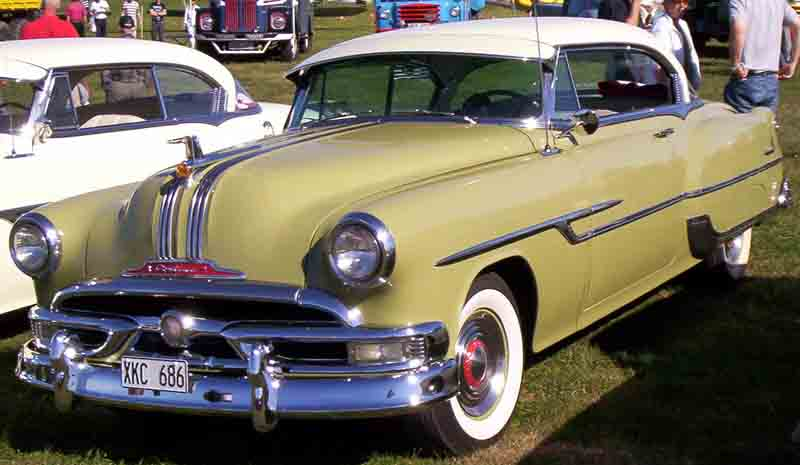
1953 Catalina
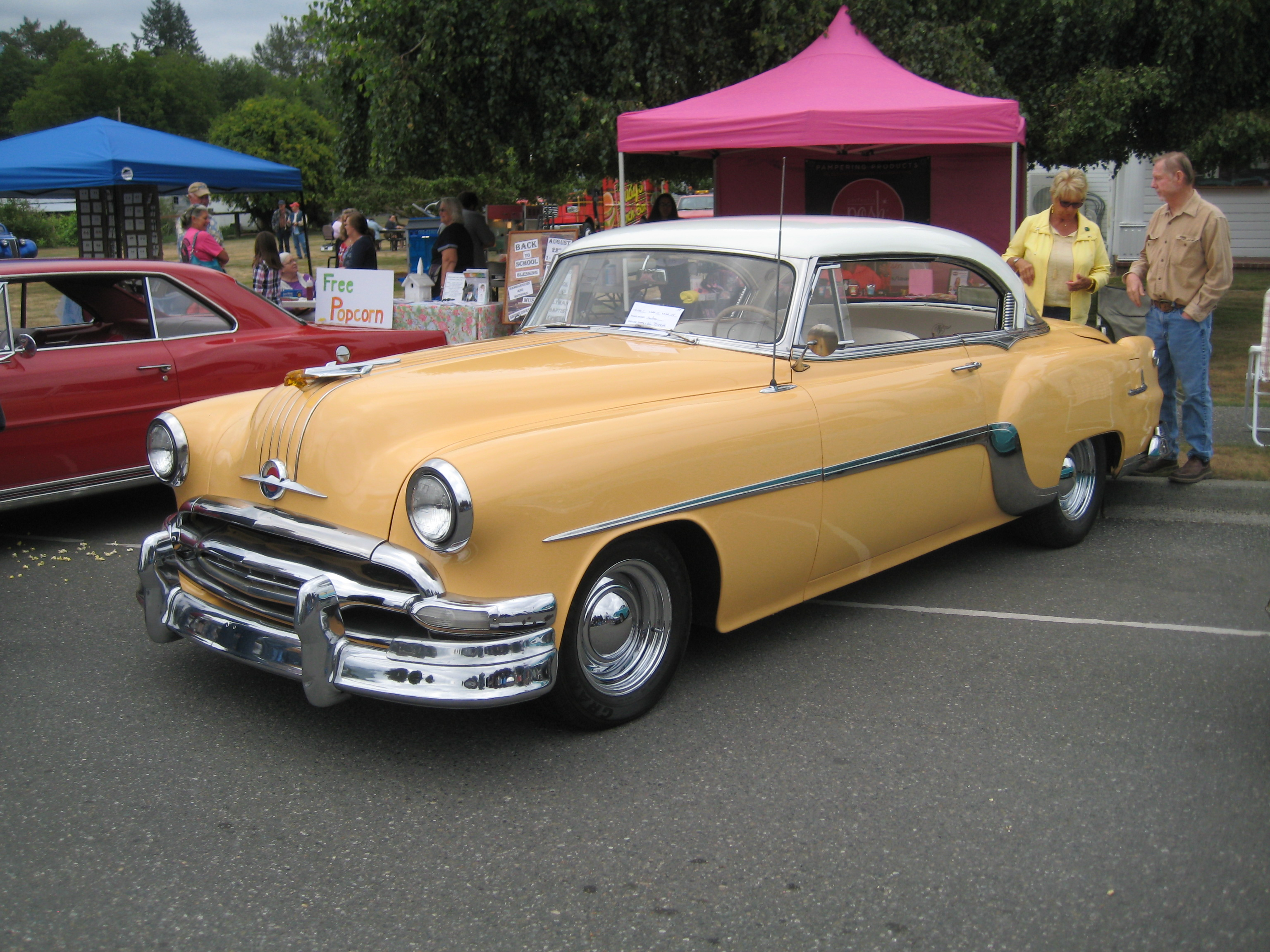
1954
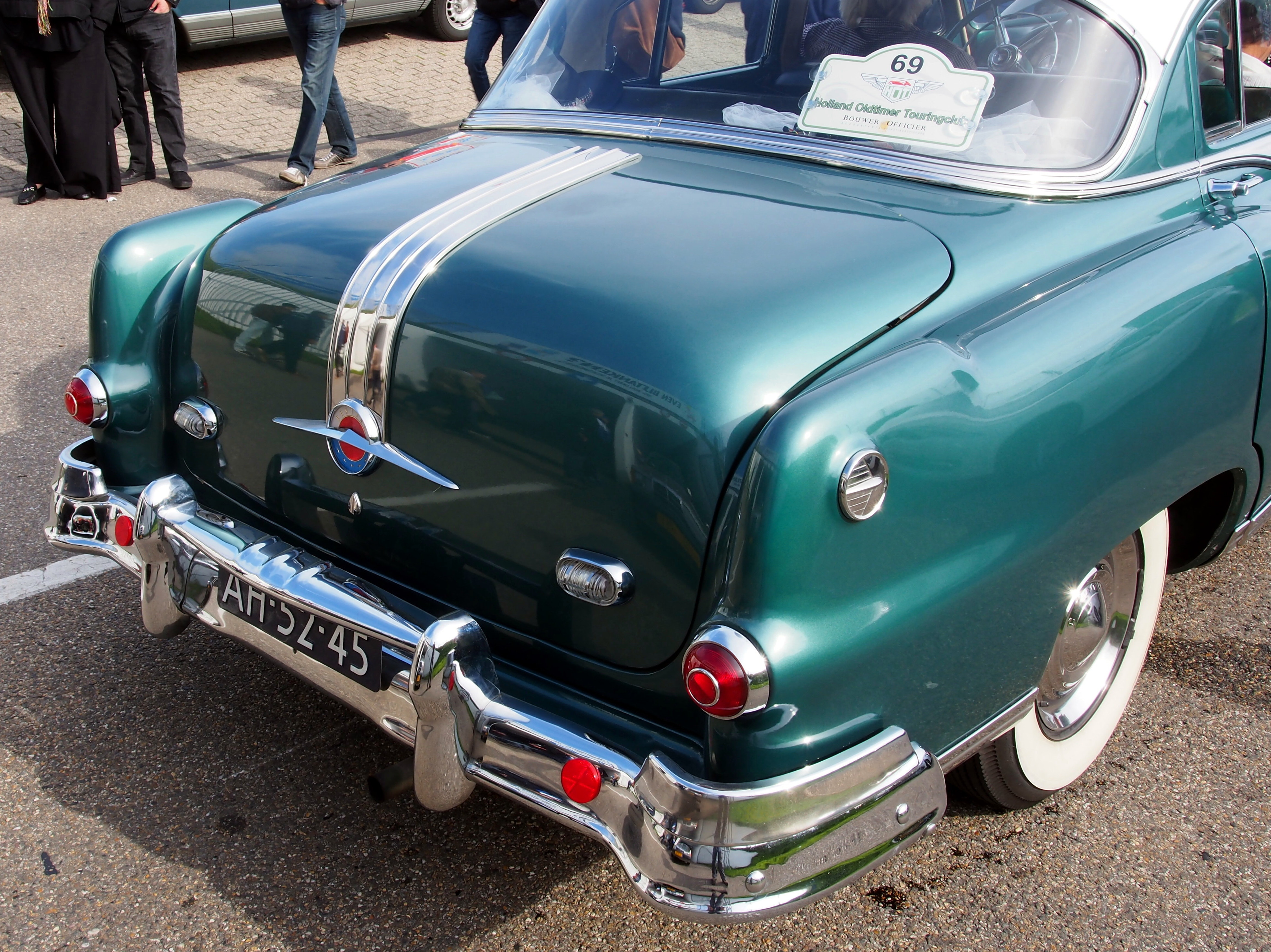
1954

### 1955–1957

#### 1955
Für die neue Generation wurde ein komplett überarbeiteter Chieftain auf einem neuen Rahmen vorgestellt. Die Wagen waren wesentlich schlanker und niedriger; die ausgeformten hinteren Kotflügel waren ebenso verschwunden wie spitz zulaufende Alligatorform der Motorhaube. Geblieben war das Haifischmaul und dem Wagen wuchsen kleine Heckflossen. Das traditionelle „Silver Streak“-Erscheinungsbild mit fünf chromfarbenen Leisten, die über die Motorhaube und den Kofferraum verliefen, wurde durch ein Zweistreifendesign aktualisiert. Neu waren auch die Panorama-Windschutzscheiben. Zu den aus dem Vorjahr bekannten Karosserieformen war ein 3-türiger Hardtop-Kombi gekommen, der als Custom Safari vermarktet wurde und auf dem Chassis des Star Chief basierte. Die Special-Ausführungen nannten sich Chieftain 860, die Deluxe-Ausführungen Chieftain 870. Für das neue Modell fanden sich 354.000 Abnehmer.
Die größte Änderung aber betraf den Antrieb: die alten, seitengesteuerten Reihenmotoren waren weggefallen und wurden durch einen neuen, Strato-Streak genannten, V8-Motor mit OHV-Ventilsteuerung ersetzt. Der 4706 cm³ große Motor leistete 173 bhp (127 kW) bei 4400 min−1 mit Schaltgetriebe oder 180 bhp (132 kW) bei 4600 min−1 bei Wahl der Automatik. Ein Sechszylinder wurde nicht mehr angeboten.

#### 1956
Für das Modelljahr bekamen die Wagen raketenförmige Einsätze an den vorderen Stoßfängern, in denen die Blinkleuchten eingebaut waren und es gab als zusätzliche Karosserieform eine 4-türige Hardtop-Limousine. Alle Fahrzeuge bekamen einen größeren V8-Motor, der bei 5188 cm3 Hubraum eine Leistung von 192–205 bhp (141–151 kW) abgab. Ansonsten erhielten der Chieftain des Modelljahres 1956 nur kleinere Updates. Ein gepolstertes Sicherheits-Armaturenbrett wurde als Extra angeboten. Die Verkaufszahlen für 1956 fielen um bis zu 20 % gegenüber dem Rekordjahr 1955, was zum Teil auf die strengeren Kreditrichtlinien zurückzuführen war, die von den amerikanischen Banken in jenem Jahr eingeführt wurden.

#### 1957
Das Design wurde nochmals leicht überarbeitet: Die Wagen erhielten größere Heckflossen, raketenförmige Seitenverkleidungen und einen farblich abgesetzten Seitenstreifen, der im Bereich der Heckflossen verbreitert war, mit V-förmigen Spitzen. Zudem niedrigere Motorhauben und massive Stoßstangen. Dieses Design nannten Pontiac „Star Flight“. Der Name Chieftain 870 verschwand, stattdessen debütierte der neue Super Chief als Unterserie innerhalb der Chieftain Linie. Dies waren die Top-Modelle der Chieftain-Linie.
Auch ein größerer Motor wurde eingebaut. Der V8 leistete nun 227–252 bhp (167–185 kW) im Chieftain und hatte einen Hubraum von 5686 cm³. Der gleiche Motor brachte im Super Chief eine Leistung von 244–270 bhp (Handschaltung bzw. Automatik).

Diese Generation erfreute sich nicht so großer Beliebtheit wie der Chevrolet Deluxe oder Special in den gleichen Jahren, obwohl die Modelle sehr ähnlich waren. Es wurden nur rund 230.000 Fahrzeuge verkauft.

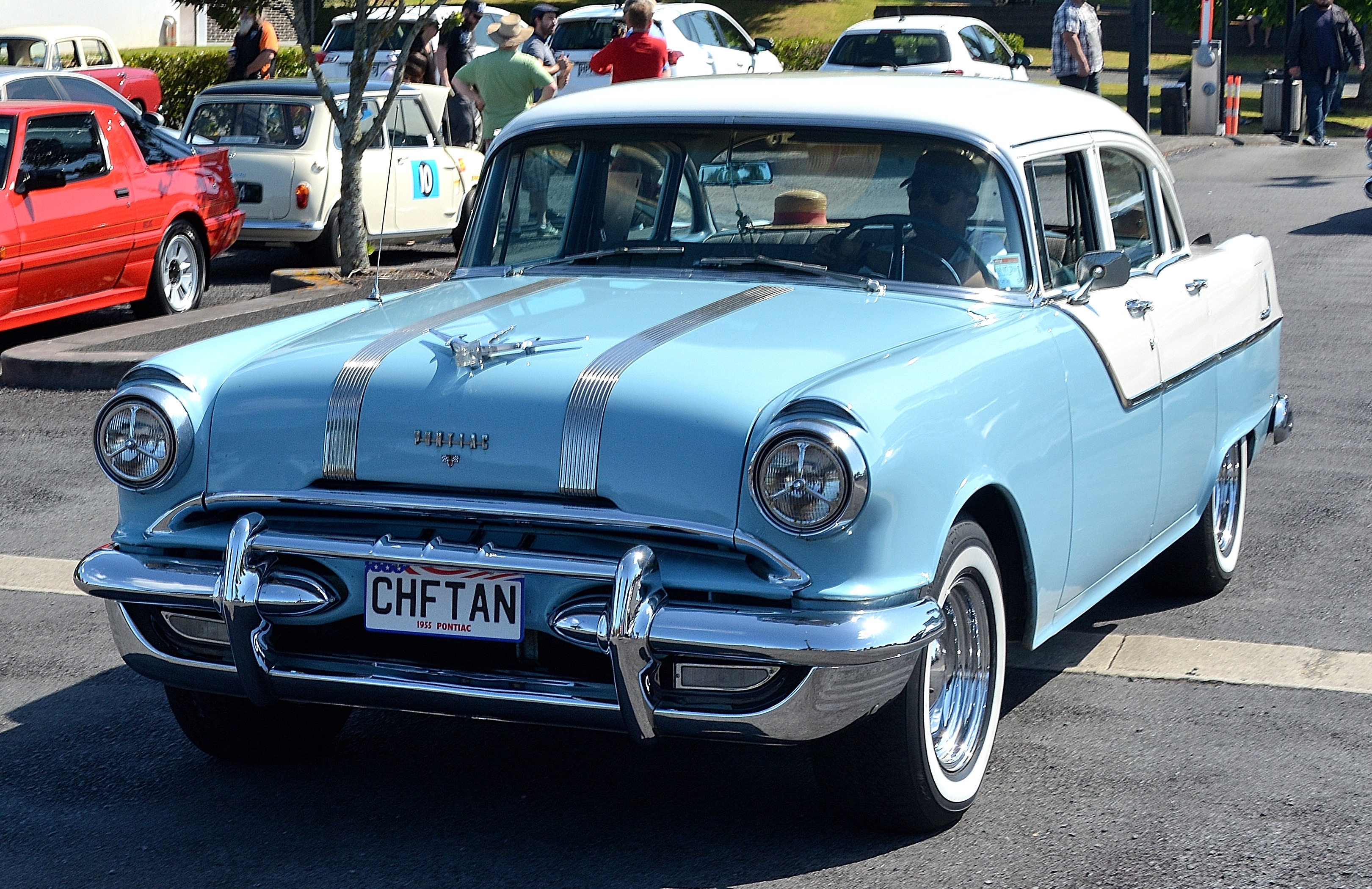
1955
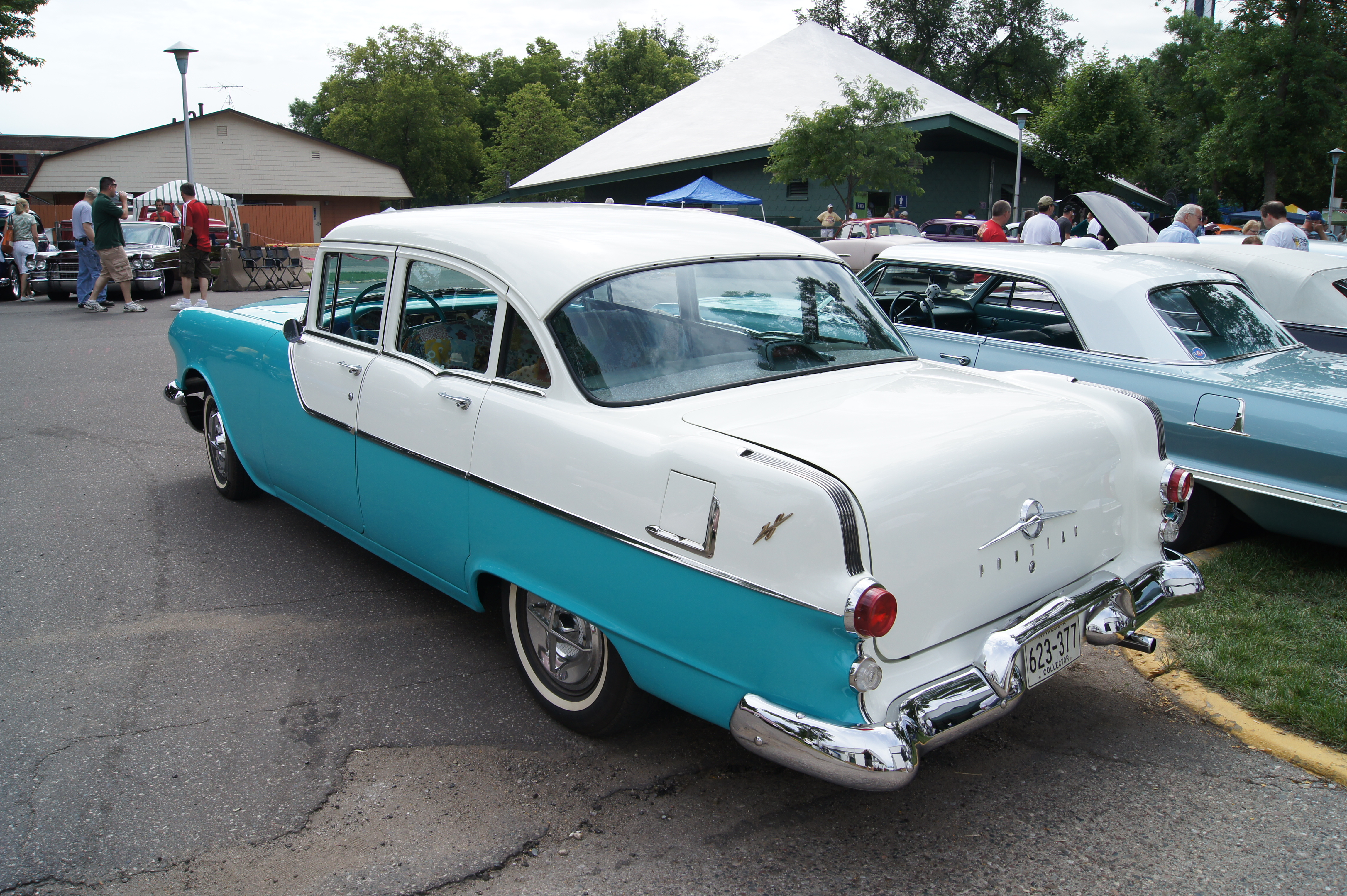
1955
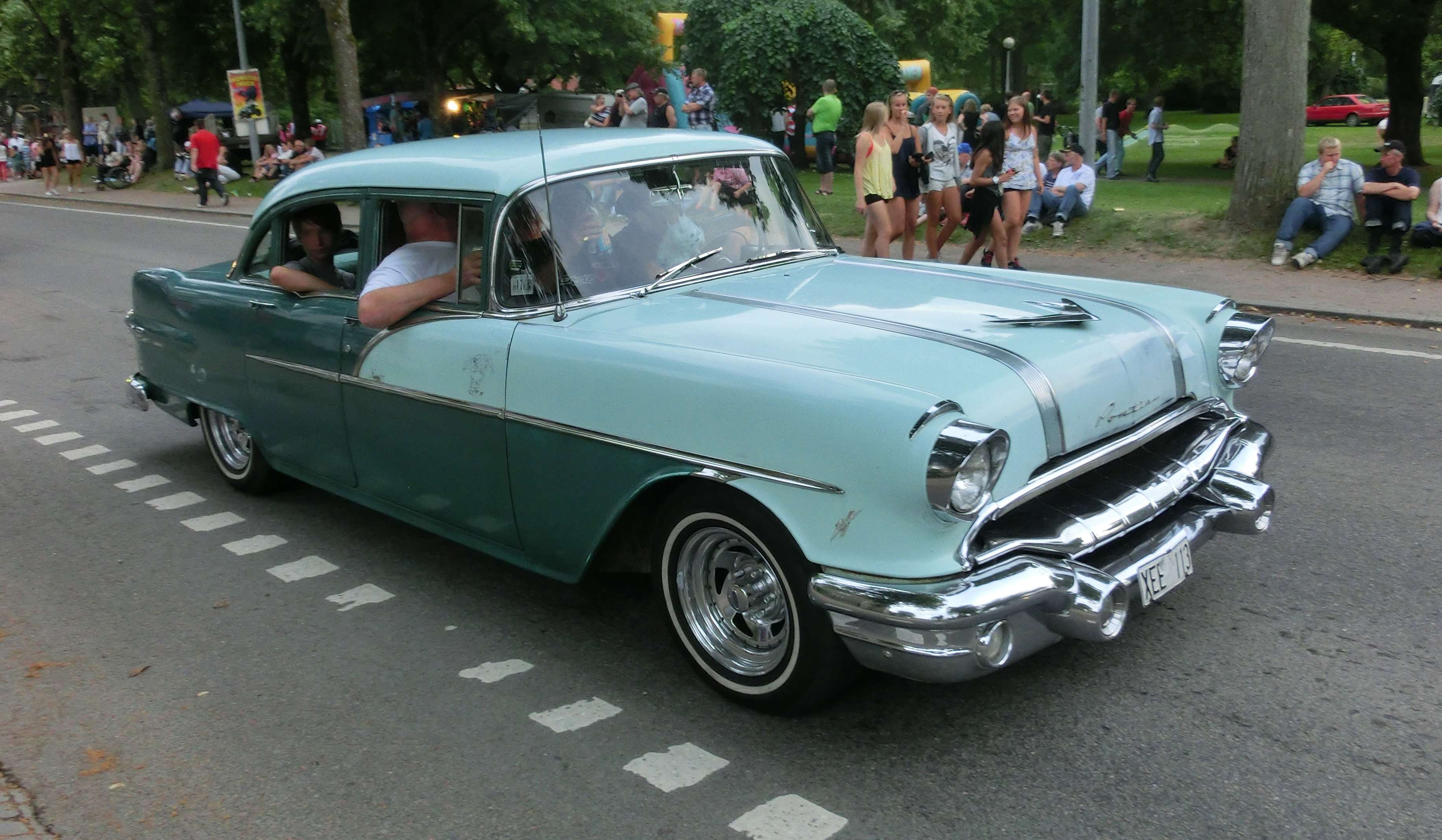
1956
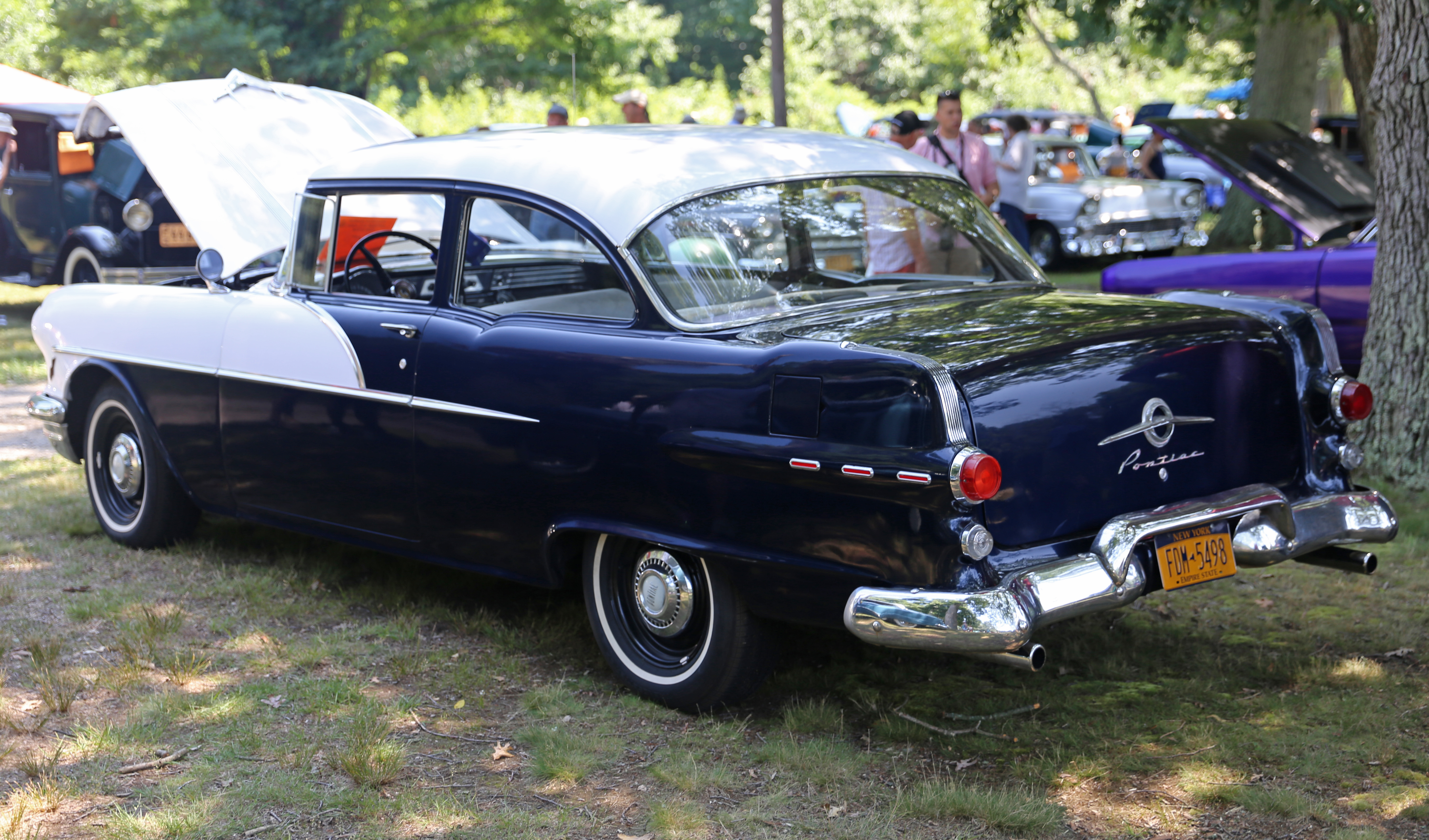
1956
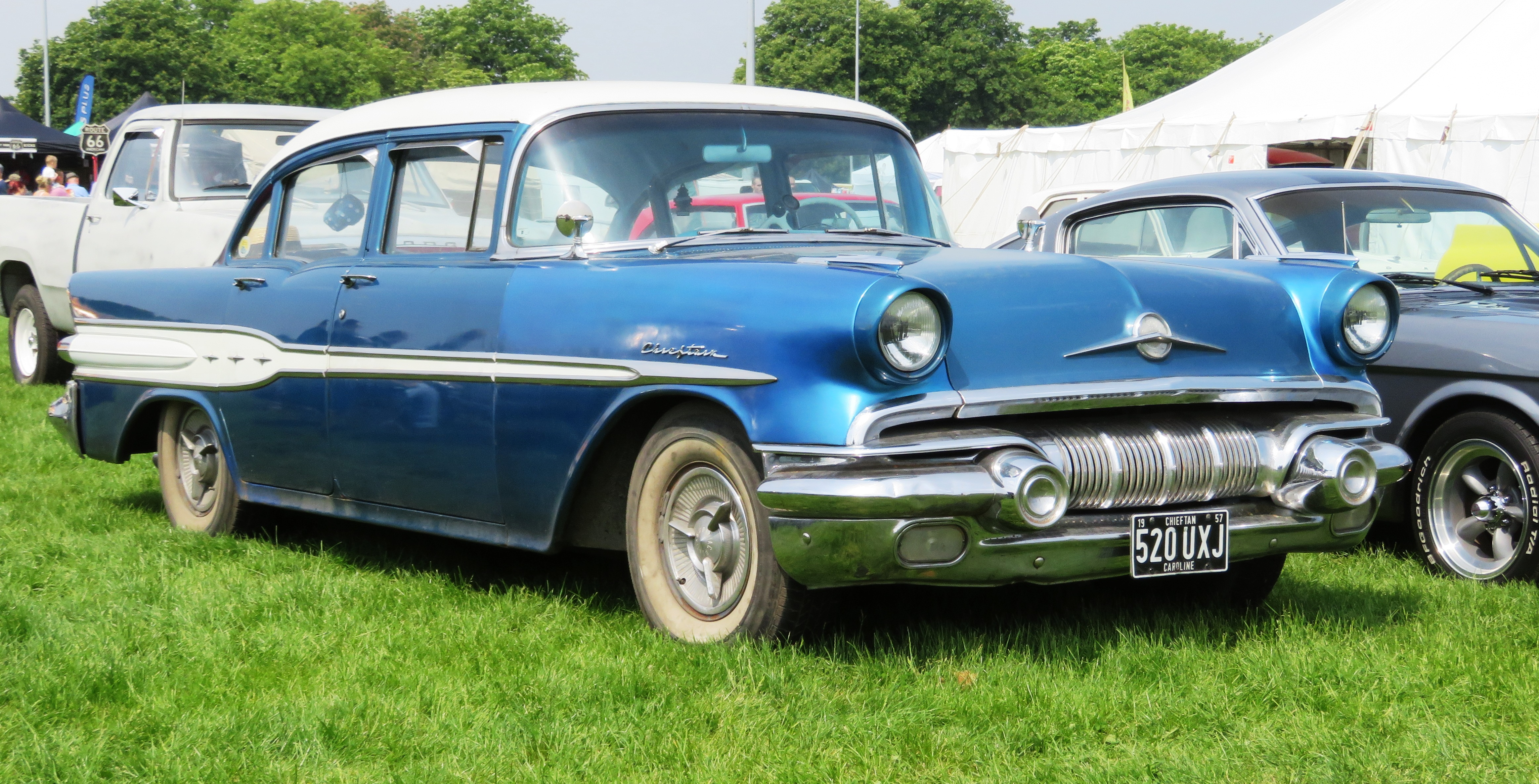
1957
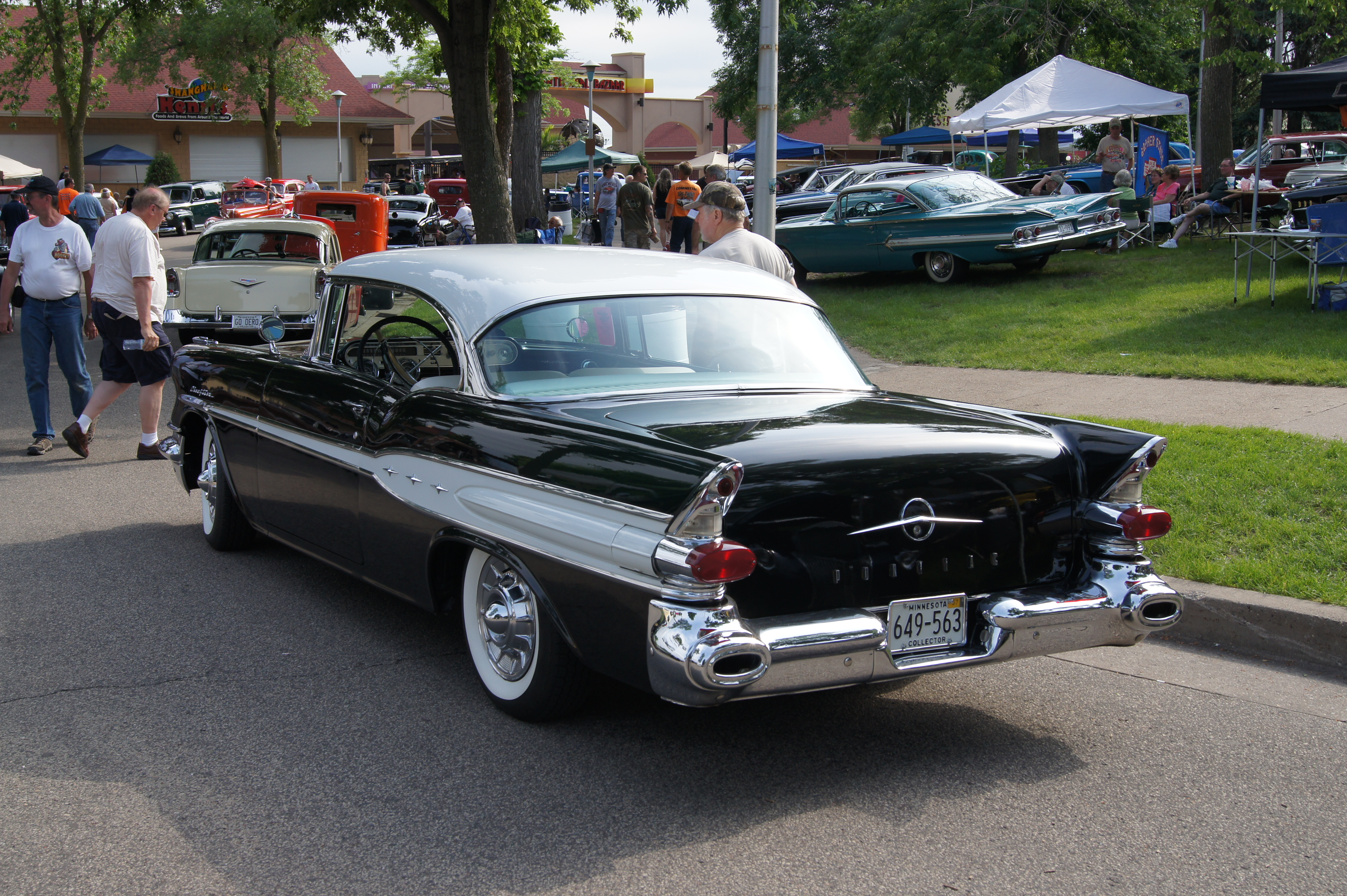
1957

### 1958
Im letzten Jahr gab es ein komplett neues Styling. Die Fahrzeuge basierten nun auf der GM B-Plattform und war damit ein Schwestermodell zum Chevrolet Impala, dem Oldsmobile 88 und dem Buick Special. Die Wagen erhielten wabenförmige Kühlergrills, Panoramascheiben hinten und noch breitere Seitenstreifen im Bereich der Heckflossen sowie konkave hintere Kotflügel die nun zwei Doppelrückleuchten trugen. Die traditionellen „Silver Streak“-Chromleisten auf Motorhaube und Kofferraum wurde ab 1958 nicht mehr bei allen Pontiacs verwendet. Die Super Chief Unterserie wurde zum vollwertigen Modellstatus befördert, so dass nur noch die Standardreihe der Chieftains als Einstiegsmodell von Pontiac übrig blieb. Das „Sportable“-Transistorradio wurde eine neue Option für 161 USD. Es handele sich dabei um ein tragbares, abnehmbares Radio. Weitere neue Extras waren eine Luftfederung (175 USD). Es gab wieder ein Cabriolet, das als separate Serie 25 geführt wurde.
In den vorangegangenen Modelljahren trug die Front, wie bei allen anderen Fabrikaten und Modellen auch, Einzelscheinwerfer. Mit der Vorstellung des Eldorado Brougham führte Cadillac 1957 Doppelscheinwerfer ein. Dafür musste jedoch das Zulassungsgesetz der USA geändert werden. Sämtliche Hersteller, einschließlich Pontiac mit dem 1958er Modellreihen, folgten dem Beispiel. Der 1958er Chieftain war deutlich größer als die vorangegangenen Jahre 1955–1957.
Auch der V8-Motor wurde nochmals vergrößert und leistete nun 240 bhp (176 kW) mit Schaltgetriebe und 270 bhp (199 kW) mit der Automatik bei einem Hubraum von 6063 cm3.
Im Herbst 1958 wurde der Chieftain durch den Catalina des Modelljahres 1959 abgelöst.

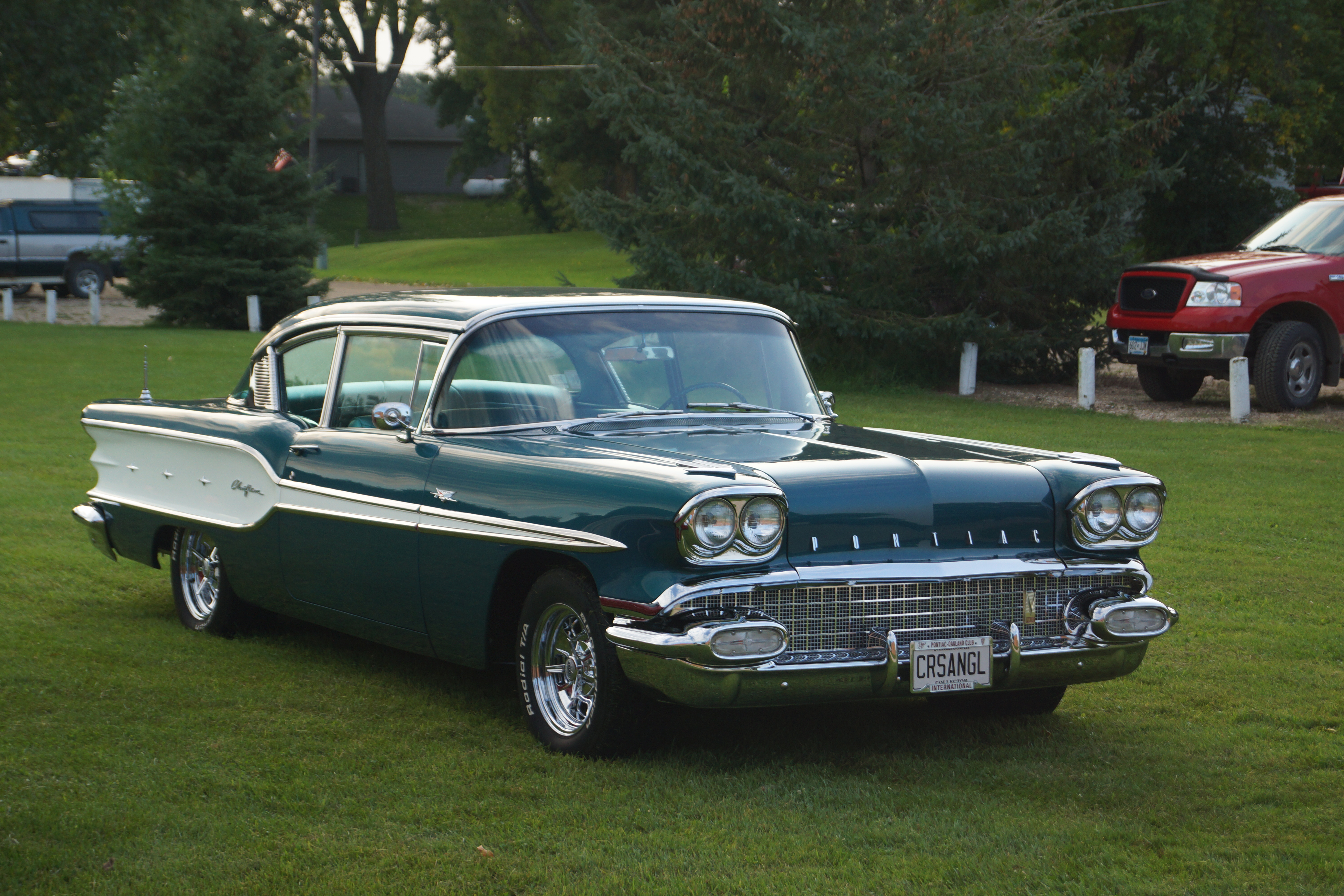
1958
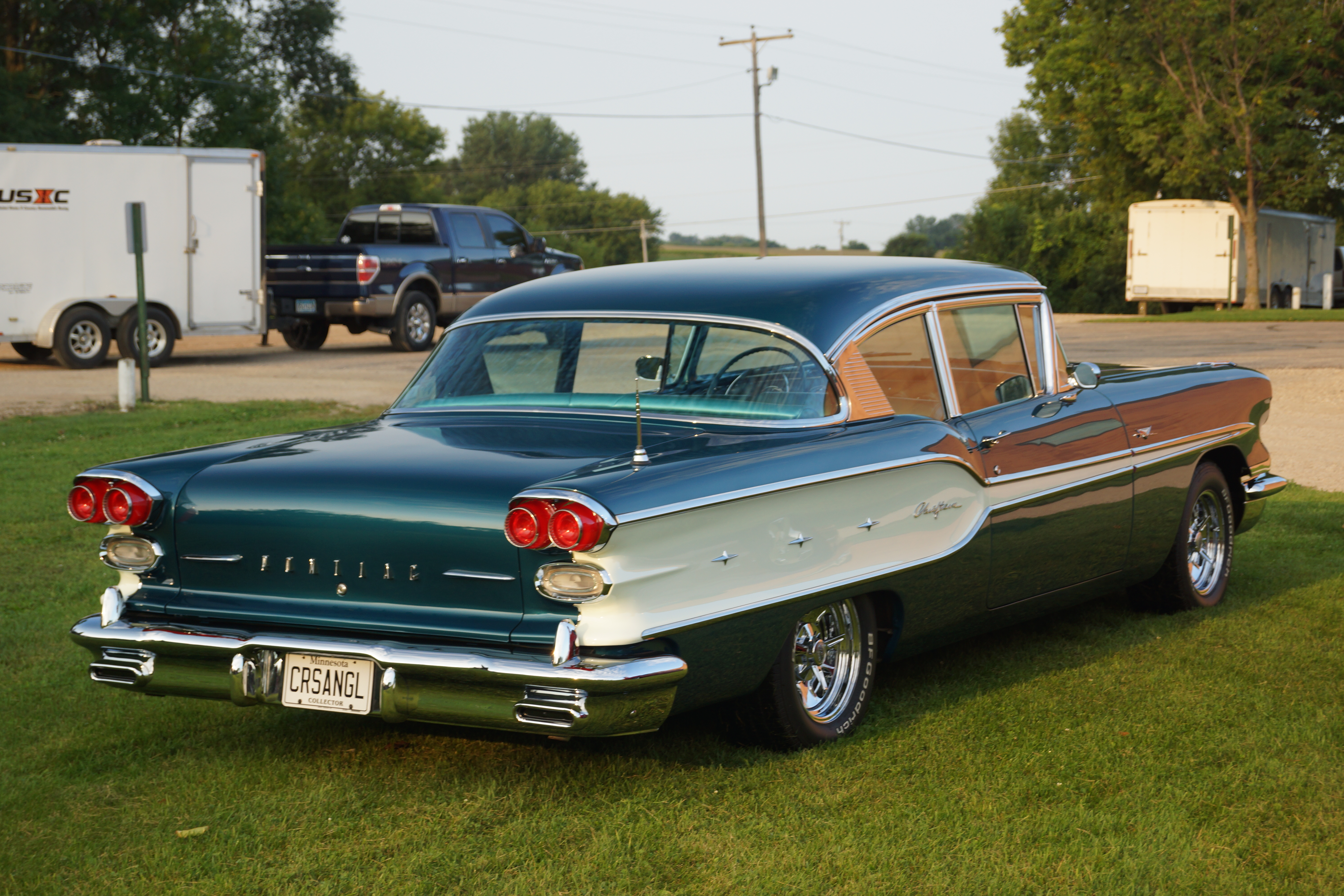
1958
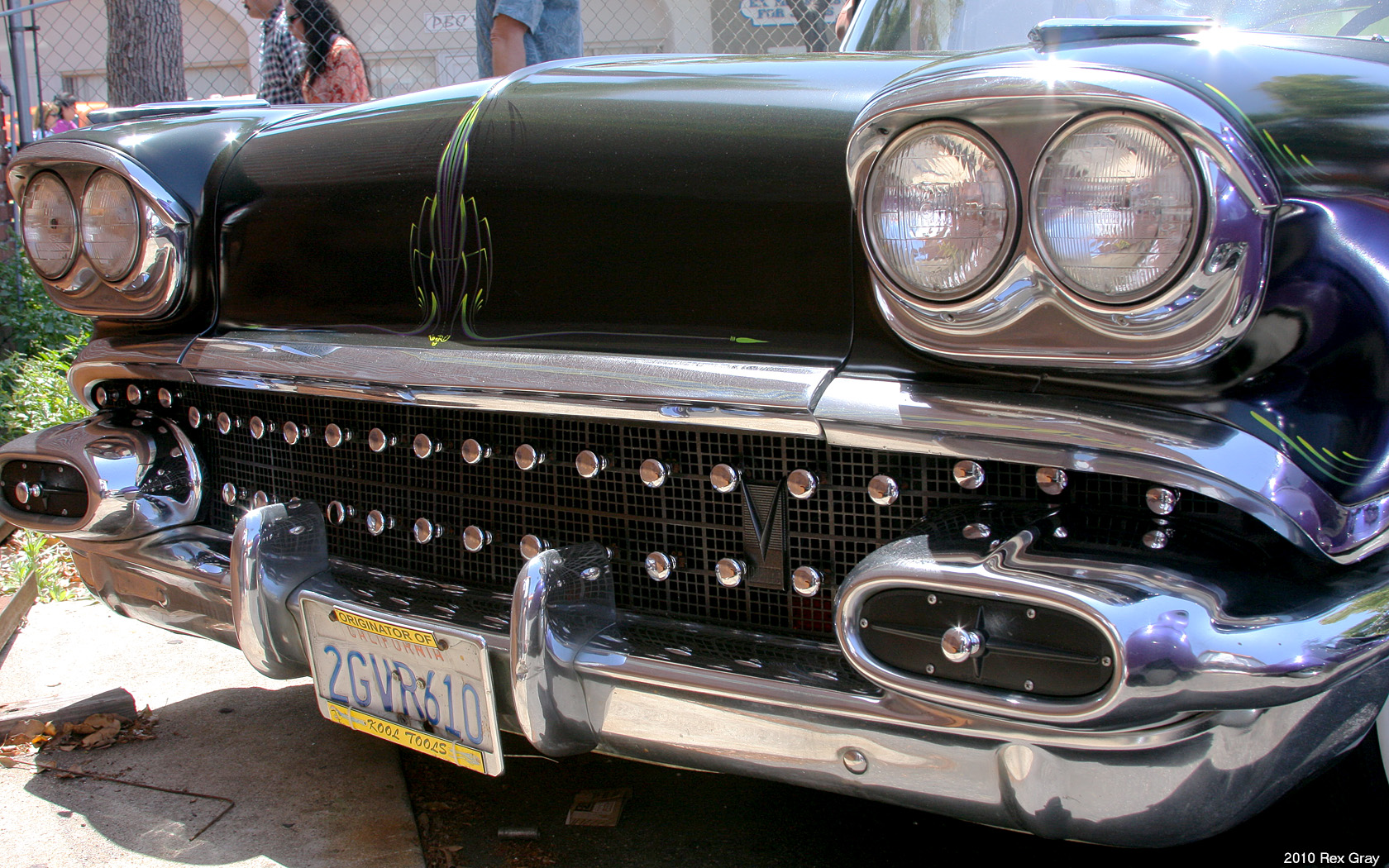
1958 Custom Grill